# Paulina Lake Visitor Center
Le Paulina Lake Visitor Center – ou Paulina Visitor Center – est un office de tourisme américain dans le comté de Deschutes, dans l'Oregon. Protégé au sein du Newberry National Volcanic Monument, il est lui-même inscrit au Registre national des lieux historiques sous le nom de Paulina Lake Guard Station  depuis le 11 avril 1986.